# Комаров Вадим Едуардович
Вади́м Едуа́рдович Комаро́в (8 жовтня, 1961 р. — 20 червня, 2019 р., Черкаси) — український журналіст з м. Черкаси. Блогер. Громадський активіст. Радник міського голови Черкас на громадських засадах. Представник Громадської ради при Черкаській ОДА.

## Життєпис
Народився 8 жовтня 1961 р. Навчався у Люботинській школі-інтернаті № 2 Харківська область.
1991 р. — зареєстрував мале підприємство «Еліас» з виробництва будівельних матеріалів.
1994 р. — створив Державно-громадський благодійний фонд піклування про місця позбавлення волі «Гельф».
2007 року Вадим із дружиною Світланою зареєстрували ТОВ «Регіональний видавничий дім».
Вересень 2016 р. — вчинено напад на журналіста (стріляли з вогнепальної зброї). Він пов'язував це зі своєю журналістською діяльністю, розслідуванням щодо суддів і прокурорів. Вперше, за словами Вадима Комарова, в нього стріляли 25 років тому.У 2017 р. був побитий.
4 травня 2019 р. на нього напав невідомий, внаслідок чого Вадим Комаров зазнав тяжкої травми голови. Перебував у комі у Третій міській лікарні Черкаси.. За фактом нападу на Вадима Комарова відкрито кримінальне провадження за частиною 1 статті 121 Кримінального кодексу України (умисне тяжке тілесне ушкодження). Згодом його перекваліфікували за статтями 15 та 115 ККУ (Замах на умисне вбивство). Перебував у комі 46 діб.
5 травня 2019 р. до Черкас у зв'язку з побиттям журналіста приїжджали представники ОБСЄ, які зустрілися з лікарями.
Помер у лікарні непритомним 20 червня 2019 р..

## Сім'я
Мав дружину та доньку Ірину, яка проживає у Німеччині.

## Журналістська діяльність
Працював у газеті «Антена». Засновник власної газети «Фактор».
2018, квітень — заснував газету «Черкаські відгуки». Дописував на сторінці ГО «Агенція антикорупційних реформ» у Фейсбук.
Часто ставив влучні запитання на прес-конференціях, його репортажі використовували інші журналісти у своїх передачах.
2016 р. була публікація про викриття ним квартирних афер.
Журналістські розслідування стосувалися діяльності чиновників Черкаської міської ради, незаконного будівництва, розслідування бунту в колонії під Черкасами та ставлення там до ув'язнених.